# Lasiodorides rolinae
Lasiodorides rolinae is een spinnensoort in de taxonomische indeling van de vogelspinnen (Theraphosidae).
Het dier behoort tot het geslacht Lasiodorides. De wetenschappelijke naam van de soort werd voor het eerst geldig gepubliceerd in 1999 door Tesmoingt.